# مواسیر باربوسا
مواسیر باربوسا (پرتغالی: Moacir Barbosa; ۲۷ مارس ۱۹۲۱ – ۷ آوریل ۲۰۰۰) بازیکن فوتبال اهل برزیل بود.
از باشگاه‌هایی که در آن بازی کرده‌است می‌توان به باشگاه ورزشی واسکو دوگاما و باشگاه فوتبال سانتا کروز اشاره کرد.
وی همچنین در تیم ملی فوتبال برزیل بازی کرده‌است.